# Bembecinus tridens
Bembecinus tridens  (лат.) — вид песочных ос из подсемейства Bembicinae (триба Bembicini). Евразия: от Западной Европы и Северной Африки до Японии и Китая. В России встречаются на юге Европейской части (на север до Московской области и Чувашии). Длина 7—11 мм. Клипеус, как правило чёрный (в южных популяциях — жёлтый). Задние бёдра длинные: их ширина втрое меньше длины. На брюшке есть светлая перевязь через первый тергит. Глазки выпуклые и круглые (у близкого рода Bembix они удлинённые и уплощённые). Радиальная жилка переднего крыла значительно короче, чем 1-я радиомедиальная. Усики самцов 13-члениковые, последний (13-й) сегмент изогнут и заострён. Гнезда строят в почве. Охотятся на мелких цикадок.